# Ahmad Shah (Malaysia)
Sultan Haji Ahmad Shah Al-Musta'in Billah ibni Almarhum Sultan Abu Bakar Riayatuddin Al-Mu'adzam Shah (* 24. Oktober 1930 in Istana Mangga Tunggal, Pekan, Pahang; † 22. Mai 2019 in Kuala Lumpur) war der von 1974 bis Januar 2019 regierende, fünfte Sultan von Pahang und von 1979 bis 1984 der siebte Yang di-Pertuan Agong von Malaysia.

## Leben
Ahmad Schah wurde am 24. Oktober 1930 in Istana Mangga Tunggal in Pahang geboren. Er war der einzige Sohn des späteren Sultans Abu Bakar (reg. 1932–1974) und dessen offizieller königlicher Hauptfrau, der Tengku Ampuan Besar Fatimah binti Almarhum Sultan Sir Alang Iskandar Shah II Kaddasullah.
Er erhielt seine Ausbildung am Malay College Kuala Kangsar und machte Abschlüsse am Worcester College der Oxford University und an der University of Exeter. 1974 folgte er als Sultan seinem Vater im Amt.
Seine turnusmäßige Wahl zum siebten Yang di-Pertuan Agong 1979 wurde kontrovers aufgenommen, da er als Gegner des späteren Premierministers Mahathir bin Mohamad galt. In seiner Amtszeit ergaben sich jedoch keine Konflikte mit Mahathir.
Ahmad Schahs Handeln als Sultan wird unterschiedlich bewertet, da er mehrfach die Regierungschefs in Pahang wegen kleinerer Differenzen zum Rücktritt zwang.
Seine Hobbys waren Fußball, Golf, Polo und Reiten. Ahmad Shah war zudem Präsident der Football Association of Malaysia (FAM – Persatuan Bola Sepak Malaysia) von 1984 bis 2014, Präsident der Asian Football Confederation (AFC, bis 2002) und der ASEAN Football Federation (AFF) 2011.
Seine offizielle und königliche Hauptfrau, Tengku Ampuan Afzan aus der Familie der Sultane von Terengganu, war in Ahmads Amtszeit als malaysischer Wahlkönig von 1979 bis 1984 die Raja Permaisuri Agong. Sie starb an einer Krebserkrankung am 29. Juni 1988. Ahmad Shahs zweite Frau Kalsom binti Abdullah (geb. Anita) wurde 1991 zur Sultanah von Pahang erhoben.
Als Muhammad V. Anfang Januar 2019 als König von Malaysia abdankte, wäre nach dem Rotationsprinzip, das zwar nicht verfassungsmäßig festgeschrieben ist, aber unter den neun Herrschern der subnationalen Monarchien des Staates seit dessen Unabhängigkeit 1957 konsequent durchgeführt wird, wieder der Sultan von Pahang als neuer gewählter König an der Reihe gewesen; jedoch erlaubte es Ahmads Gesundheitszustand nicht, dieses Amt zu übernehmen, so dass sein Thronverzicht und damit auch der Verzicht auf das Amt des malaysischen Königs in die Wege geleitet wurde. Der Sultan dankte am 15. Januar 2019 ab. Sein Sohn Abdullah folgte ihm als Sultan nach und wurde wenig später auch zum König gewählt. Ahmad Shah starb am 22. Mai 2019 in einer Herzklinik in Kuala Lumpur.

## Ehrungen

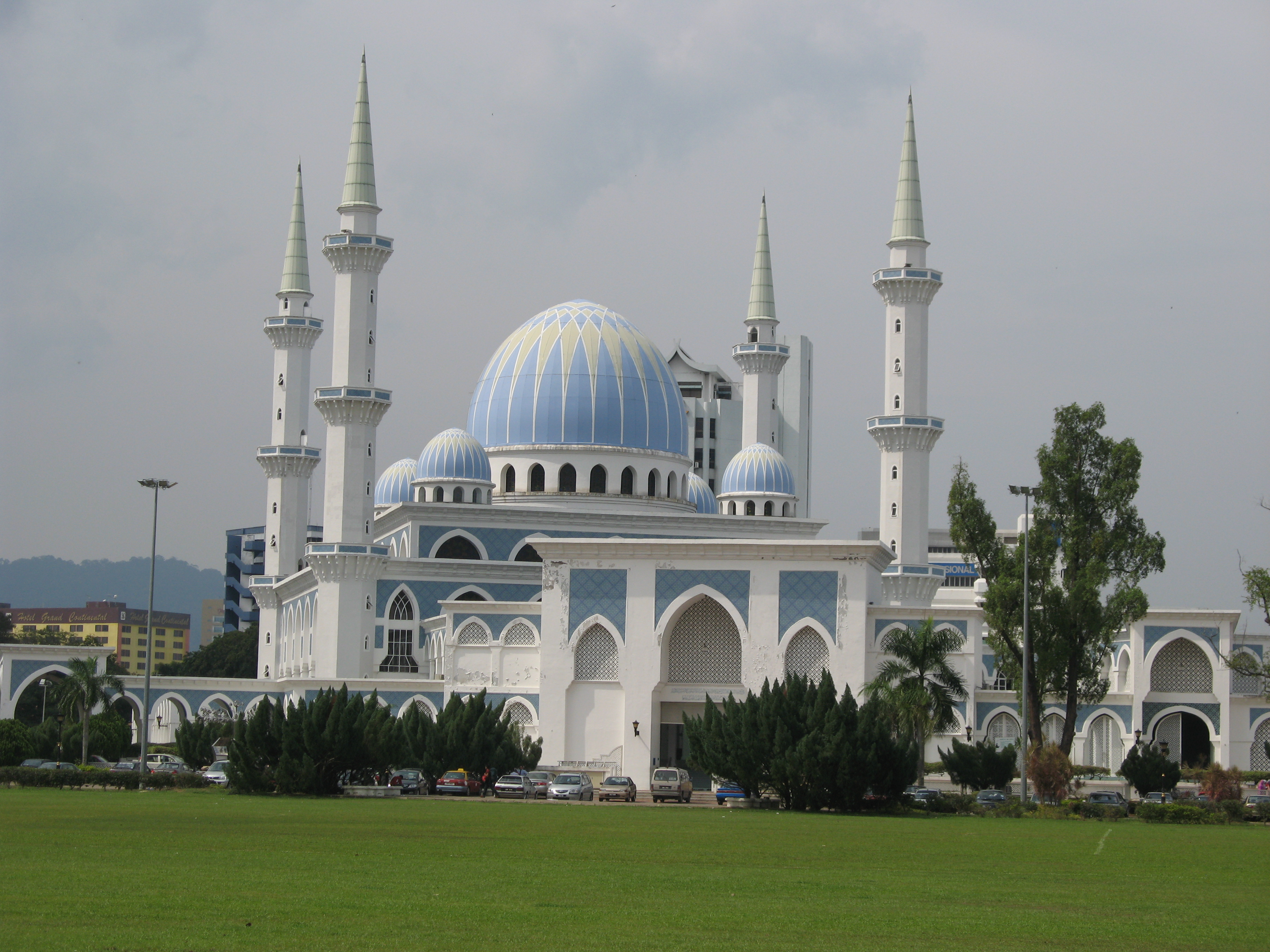
Sultan-Ahmad-Shah-Moschee in Kuantan, Pahang.

Als Yang di-Pertuan Agong von 1979 bis 1984 war Sultan Ahmad Shah kraft Amtes der Oberkommandeur der Streitkräfte Malaysias (Angkatan Tentera Malaysia, ATM) im Rang eines Feld-Marschall der Königlich Malaysian Air Force (Malaysische Luftstreitkräfte), Admiral der Malaysischen Marine und Feld-Marschall des Malaysischen Heeres.
Er bekleidete weiterhin den Rang eines ATM-Colonel in Chief und erschien zu Zeremonien der ATM.
Seine Auszeichnungen:
Ehrungen von Pahang
-  Gründer und Großmeister (DKP) des Royal Family Order of Pahang (24. Oktober 1977)
-  Großmeister und Mitglied 1. Klasse (DK I) des Family Order of the Crown of Indra of Pahang (1974)
-  Gründer und Großmeister des Grand Royal Order of Sultan Ahmad Shah of Pahang (SDSA, 23. Oktober 2010)
-  Gründer, Großmeister und Großritter des Order of Sultan Ahmad Shah of Pahang (SSAP, 24. Oktober 1977)
-  Knight Companion (DIMP), Großritter (SIMP) und Großmeister des Order of the Crown of Pahang (1974)
-  Sultan Abu Bakar Silver Jubilee Medal (24. Juni 1957)

Nationale und Sultans-Ehrungen
- Malaysia
  -  Orden des Königshauses Malaysia (DKM)
  -  (DMN) und Großmeister (1979–1984) des Order of the Crown of the Realm
  -  Großmeister (1979–1984) des Order of the Defender of the Realm
  -  Großmeister (1979–1984) des Order of Loyalty to the Crown of Malaysia
  -  Großmeister (1979–1984) des Order of Merit of Malaysia
  -  Großmeister (1979–1984) des Order of the Royal Household of Malaysia

- Johor
  -  Erste Klasse des Royal Family Order of Johor (DK I)
  -  Knight Grand Commander des Order of the Crown of Johor (SPMJ)
  -  Sultan Ismail Coronation Medal (10. Februar 1960)
- Kedah
  -  Mitglied des Royal Family Order of Kedah (DK)
- Kelantan
  -  Royal Family Order „Star of Yunus“ (DK)
- Negeri Sembilan
  -  Mitglied des Royal Family Order of Negeri Sembilan (DKNS)
- Perak
  -  Träger des Royal Family Order of Perak (DK, 6. Mai 1975)
  -  Grand Knight of the Order of Cura Si Manja Kini „Perak Sword of State“ (SPCM) als Dato' Sri
- Perlis
  -  Träger des Perlis Family Order of the Gallant Prince Syed Putra Jamalullail (DK)
- Selangor
  -  Mitglied Erste Klasse des Royal Family Order of Selangor (DK I, 16. Juli 1987)
- Terengganu
  -  Mitglied 1. Klasse des Family Order of Terengganu (DK I)

Ausländische Ehrungen
- Argentinien: Großkreuz des Ordens des Befreiers San Martin (26. September 2006)[7]
- Brunei:
  -  Träger des Royal Family Order of the Crown of Brunei (DKMB)
  -  Senior (Laila Utama) des Family Order of Brunei (DK)
- Kuwait: Collane des Order of Mubarak the Great[8]
- Rumänien: Stern der Sozialistischen Republik Rumänien 1. Klasse (25. November 1982)
- Saudi-Arabien: Badr Chain (1982)[9]
- Südkorea: Grand Order of Mugunghwa
- Vereinigtes Königreich: Queen Elizabeth II Coronation Medal (2. Juni 1953)

## Benennungen
Nach dem Sultan wurden außerdem verschiedene Institutionen und Bauwerke benannt:

### Bildungseinrichtungen
- Sultan Haji Ahmad Shah Campus (Universiti Tenaga Nasional (UNITEN) branch campus), Bandar Muadzam Shah
- Sultan Haji Ahmad Shah Science Secondary School Kuantan (SEMSAS)
- Sultan Ahmad Shah Pahang Islamic College (Kolej Islam Pahang Sultan Ahmad Shah KIPSAS)

### Gebäude, Brücken, Straßen
- Sultan Ahmad Shah State Mosque, Kuantan
- Sultan Ahmad Shah Bridge (Temerloh Bridge) an der Malaysia Federal Route 2, Temerloh
- Sultan Ahmad Shah II Bridge (Semantan Bridge) an East Coast Expressway (MES-E 8), Semantan
- Sultan Ahmad Shah III Bridge (Chenor Bridge), Chenor
- Jalan Sultan Ahmad Shah (Northam Road) in George Town, Penang
- Hospital Sultan Haji Ahmad Shah, Temerloh (Hospital Temerloh) in Maran Road, Temerloh, Pahang

### Sonstiges
- Sultan Haji Ahmad Shah Cup (Charity Shield Malaysia)
- Pusat Kokurikulum Sultan Haji Ahmad Shah, Jabatan Pelajaran Negeri Pahang